# Mustang Sally
Mustang Sally è una canzone rhythm and blues scritta ed eseguita da Mack Rice, ma nota soprattutto nell'esecuzione di Wilson Pickett, inclusa nell'album The Wicked Pickett (1966).
Secondo lo storico musicale Tom Shannon, Mack scrisse la canzone per scherzo, nel 1965, quando il direttore della band di Della Reese espresse il desiderio di acquistare una nuova Ford Mustang. Dapprima Mack intitolò la canzone Mustang Mama, per cambiare poi il titolo in Mustang Sally come suggeritogli da Aretha Franklin.
La versione di Rice raggiunse il 15º posto nella classifica americana di R&B. La celebre versione di Wilson Pickett arrivò al 23º posto nel 1966.
La canzone fa parte della colonna sonora del film di Alan Parker The Commitments, ed è stata incisa da numerosi artisti, tra i quali Buddy Guy (nell'album Damn Right, I've Got the Blues del 1991), Los Lobos, The Rascals, Hootie and the Blowfish, Rufus Thomas e Andy Taylor ex chitarrista dei Duran Duran e non meno famosa la versione dei Creedence Clearwater Revival.
Presente in Homecoming, il secondo episodio della Sesta Stagione del telefilm Glee. È cantata da Roderick con Quinn Fabray, Brittany Pierce e Santana Lopez.